# Muingmak Island
Muingmak Island – niezamieszkana wyspa w Cieśninie Davisa, w Archipelagu Arktycznym, w regionie Qikiqtaaluk, na terytorium Nunavut, w Kanadzie. W pobliżu Muingmak Island znajdują się wyspy: Ilikok Island (11,3 km), Kekertaluk Island (30,3 km), Kekertuk Island (33,7 km) i Nuvuktik Island (40,3 km).